# 小熊維尼大電影
《小熊維尼》是一部由華特迪士尼製作、於2011年首次上映的電腦動畫電影，通篇的劇情及人物皆參考自艾倫·亞歷山大·米恩的同名小說。這部電影屬於迪士尼的《小熊維尼》系列之一，為該系列中第五部在電影院上映的作品，同時也是由華特迪士尼動畫工作室（Walt Disney Animation Studios）製作的第二部小熊維尼電影，亦為到現在迪士尼製作的最後一部傳統手繪動畫長片。它是第51部華特迪士尼經典動畫長片。電影中，小熊維尼（Winnie the Pooh）、跳跳虎（Tigger）、瑞比（Rabbit）、小豬（Piglet）、貓頭鷹（Owl）、屹耳（Eeyore）、袋鼠媽媽（Kanga）和小荳（Roo）等人為了拯救被假想敌人劫持的人类好友克里斯多福·羅賓（Christopher Robin）而踏上了旅途；同時，維尼則不斷和自己的飢餓奮鬥，瘋狂地到處尋找蜂蜜。這部電影由史提芬·安德森（Stephen Anderson）以及唐·霍爾（Don Hall）兩人導演，由艾倫·亞歷山大·米恩及伯尼·麥丁森（Burny Mattinson）兩人編劇，並由彼得·德維寇、克拉克·史賓賽（克拉克·斯潘塞）、約翰·拉薩特以及克雷格·索斯特（Craig Sost）等人監製，並由約翰·克里斯擔任旁白。
這部電影最初於2011年4月15日在英國上映，並之後於同年的7月15日在美國上映。這部電影的製作始於2009年9月，當時約翰·拉薩特發表：他們想要製作一部能夠「跨越時代」的電影。電影中包含了六首由克里斯汀·安德森-洛培茲（Kristen Anderson-Lopez）和羅伯特·洛培茲（罗伯特·洛佩兹）譜寫的歌曲，以及由演員兼音樂家柔伊·黛絲香奈所演唱的一首「小熊維尼」主題曲。

## 故事
小熊維尼、豬仔、跳跳虎、瑞比、貓頭鷹、袋鼠媽媽、小豆等夥伴齊聚；驢子咿唷又弄丟了他的尾巴，這裡那裡都找不到；貓頭鷹號召大夥展開地毯搜索以拯救主人翁克里斯多福羅賓落入壞蛋手中；這是一個尋常的忙碌日，小熊維尼忙著找些蜂蜜...

## 角色
小熊維尼（Winnie the Pooh）
主角熊，身體為黃橘色，只穿著紅色的上衣，主要食糧是蜂蜜，而當蜂蜜吃完以後常常立刻跑去瑞比家要蜂蜜；雖然常常因為腦袋小而提供錯誤解決辦法，不過對朋友很講義氣。
跳跳虎（Tigger）
公的，一隻喜歡彈跳的老虎，常常會用彈簧尾巴到處跳來跳去，因此時常會有小破壞。
屹耳（Eeyore）
公的，一隻時常很憂鬱的驢子，住在山頂上只用幾根木頭所搭建的「屋子」裡。常常愁眉苦臉，自怨自艾，又因頸部不能挺直，令他看來沒精打采；幸有維尼和好朋友為他帶來歡樂，因此他會默默守護在朋友的身邊。特徵是尾巴經常會甩掉。
貓頭鷹（Owl）
公的，常常會扮演解決問題的智者，不過也是跟維尼一樣常常提供錯誤解答。
克里斯多夫·羅賓（Christopher Robin）
男孩子，根據米爾恩的兒子克里斯多福·羅賓·米爾恩所創造出來的小男孩角色，是維尼的主要人類朋友，常常會親暱的對維尼說「小笨熊（Silly old bear）」。
小豬（Piglet）
公的，他是一隻粉紅色的小豬，因為體型小，所以特別膽小。
袋鼠媽媽（Kanga）
母的，小荳的媽媽。
小荳（Roo）
公的，袋鼠媽媽的兒子，是一隻六歲的小袋鼠，性格活潑開朗，跟跳跳虎最要好，也喜歡和大伙一起玩拋樹枝大賽。
瑞比（Rabbit）
公的，一隻喜歡園藝的兔子，在家門前面有一大片的菜園。
巴克森（Backson）
虛構出來的怪物，被認為綁架了羅賓。

### 配音员
| 配音                   | 配音   | 角色                                 |
| 配音                   | 國語   | 角色                                 |
| ---------------------- | ------ | ------------------------------------ |
| 吉姆·康明斯            | 張遙函 | 小熊維尼（Winnie the Pooh）          |
| 吉姆·康明斯            | 李立宏 | 跳跳虎（Tigger）                     |
| 巴德·拉奇              | 張鴻明 | 屹耳（Eeyore）                       |
| 克雷格·费格斯          | 張遙函 | 貓頭鷹（Owl）                        |
| 傑克·鮑特              | 何冠男 | 克里斯多夫·羅賓（Christopher Robin） |
| 特拉維斯·奧特斯        | 姜广涛 | 小豬（Piglet）                       |
| 克里斯汀·安德生-洛佩兹 | 伍鳳春 | 袋鼠媽媽（Kanga）                    |
| 瓦亞特·哈爾            | 张凯   | 小荳（Roo）                          |
| 湯姆·肯尼              | 赵震   | 瑞比（Rabbit）                       |
| 胡尔·侯赛              | 李易   | 巴克森（Backson）                    |
| 约翰·克里斯            | 李立宏 | 旁白（The Narrator）                 |

## 評價
《小熊維尼》廣泛地受到了好評。這部電影在爛番茄影評網站上基於111篇評論獲得了90%的好評，平均分數獲得了10分中的7.2分。.它的總評語為「這部電影簡短、懷舊，帶有一些溫和的異想天開，《小熊維尼》能夠帶給年輕的觀眾們－－以及他們的家長－－一部溫馨的、傳統的家庭電影。」它在影評網站Metacritic上，則是基於26篇評論獲得了74%的分數。另一個針對電影觀眾執行市場調查的網站CinemaScore則報導，受調查的觀眾群從A+到F的分數中，給了它A-的平均分數。
《洛杉磯時報》的蓋瑞·戈爾茨坦（Gary Goldstein）認為這部電影「無疑地對上世紀那最能讓人銘記在心的兒童故事做出了一個新的、合宜的貢獻」這部電影廣受好評的原因並非只因它能夠吸引孩子們的目光，而是同時對家長們亦為如此。影評家羅傑·艾伯特則給了這部電影四顆星中的三顆，並在評論中說道：「在這充斥著各種讓人感到無比驚艷的3D電影的時代潮流中，這部電影給人一種格外溫和、愉悅的感受。有人告訴我，這部電影的動畫是手繪的，而且它的背景採用的是一種細緻且感覺舒適的水彩風格。這部電影絕對能夠讓最年幼的觀眾都脫離噩夢的纏繞和困擾。」
《平台雜誌》（Platform Online）中提到，雖然認為《小熊維尼》電影的「手繪動畫是一個引人注目的優點」，卻發現這部電影的長度是它唯一的問題，並寫道：「就一部僅長70分鐘的電影來說，儘管目標觀眾是孩子們，它都應該還可以再更長一些－－皮克斯已經好幾年來都在製作超過90分鐘長的動畫電影了，而那也證明了孩子們確實能夠承受這樣的長度。當你真正融入劇情的時候，它卻已經結束了，多少會帶給人們一種意猶未盡的感覺。」

## 票房
由于其剛好與《哈利波特—死神的聖物Ⅱ》在同一個周末上映。该作最终仅暂获了4900万美元的票房，并给造成了大约730万美元亏损。这也是华特迪士尼动画工作室在第二复兴时代（2009年至今）中唯一一部成为票房毒药的动画长片。
受此影响，迪士尼最终决定取消未来全部的2D手绘动画电影项目（原计划中将以2D传统动画上映的《冰雪奇缘》（2013年）和《海洋奇缘》（2016年）则全部改为由3D电脑动画制作）。从2012年的《无敌破坏王》开始，迪士尼动画工作室正式由2D传统手绘动画工作室转型为3D电脑动画工作室。

## 外部連結
- 互联网电影数据库（IMDb）上《小熊維尼大電影》的资料（英文）
- Metacritic上《小熊維尼大電影》的資料（英文）
- Box Office Mojo上《小熊維尼大電影》的資料（英文）
- 豆瓣电影上《小熊維尼大電影》的資料 （简体中文）
- 爛番茄上《小熊維尼大電影》的資料（英文）
- AllMovie上《小熊維尼大電影》的资料（英文）